# Istachatta
Istachatta es un lugar designado por el censo ubicado en el condado de Hernando en el estado estadounidense de Florida. En el Censo de 2010 tenía una población de 116 habitantes y una densidad poblacional de 126,88 personas por km².

## Geografía
Istachatta se encuentra ubicado en las coordenadas 28°39′43″N 82°16′28″O / 28.66194, -82.27444. Según la Oficina del Censo de los Estados Unidos, Istachatta tiene una superficie total de 0.91 km², de la cual 0.79 km² corresponden a tierra firme y (13.31%) 0.12 km² es agua.

## Demografía
Según el censo de 2010, había 116 personas residiendo en Istachatta. La densidad de población era de 126,88 hab./km². De los 116 habitantes, Istachatta estaba compuesto por el 92.24% blancos, el 3.45% eran afroamericanos, el 0.86% eran amerindios, el 0.86% eran asiáticos, el 0.86% eran isleños del Pacífico, el 1.72% eran de otras razas y el 0% pertenecían a dos o más razas. Del total de la población el 5.17% eran hispanos o latinos de cualquier raza.